# 凶宅兒魂
《凶宅兒魂》是一部由尊·安東尼奧·拜安納執導、由葛雷摩·戴托羅監製、2007年上映的西班牙恐怖電影。

## 故事大綱
故事的女主角羅拉自幼被父母拋棄，童年在一所位於海邊的孤兒院渡過。由於那裏的老師和同學都待她很好，使她長大後對此地有一份濃厚的感情。三十年後，她和當醫生的丈夫卡路士一起重回舊地，並且收養了七歲的西門，希望重建這所荒廢已久的孤兒院。
羅拉怎也沒料到，怪事接連發生，兒子西門在此結識了六名「新朋友」，後來更失了蹤。
這間孤兒院隱藏着一股神祕的靈異力量，竟然又與羅拉的過去緊緊相連！發了瘋地尋找失蹤的兒子，傷心的她更不惜任何代價，勇闖謎一般的凶宅……

## 主演
| 演員          | 角色                |
| ------------- | ------------------- |
| 伯蓮·露達     | 羅拉                |
| 費拿度·卡路   | 卡路士 (羅拉的丈夫) |
| 羅渣·賓修     | 西門 (羅拉的兒子)   |
| 瑪寶·莉娜     | 珮拉                |
| 姬拉汀·卓別林 | 靈媒                |

## 獎項及提名
| 獎項           | 類別           | 得獎者/獲提名者    | 得獎 |
| -------------- | -------------- | ------------------ | ---- |
| 西班牙電影大獎 | 最佳女主角     | 伯蓮·露達          |      |
| 西班牙電影大獎 | 最佳美術指導   |                    |      |
| 西班牙電影大獎 | 最佳服裝設計   |                    |      |
| 西班牙電影大獎 | 最佳監製       |                    |      |
| 西班牙電影大獎 | 最佳剪接       |                    |      |
| 西班牙電影大獎 | 最佳電影       | （不適用）         |      |
| 西班牙電影大獎 | 最佳化妝及髮型 |                    |      |
| 西班牙電影大獎 | 最佳新晉導演   | 尊·安東尼奧·拜安納 |      |
| 西班牙電影大獎 | 最佳原創音樂   |                    |      |
| 西班牙電影大獎 | 最佳原創劇本   | 賽吉歐·桑奇斯      |      |
| 西班牙電影大獎 | 最佳混音       |                    |      |
| 西班牙電影大獎 | 最佳特別效果   |                    |      |
| 西班牙電影大獎 | 最佳女配角     | 姬拉汀·卓別林      |      |
| 西班牙電影大獎 | 最具突破演員   | 羅渣·賓修          |      |

## 外部連結
- （英文） 英語官方網站（页面存档备份，存于）
- （西班牙文） 西班牙語官方網站（页面存档备份，存于）
- （繁體中文） 台灣地區官方網站（页面存档备份，存于）
- （繁體中文） 台灣地區官方部落（页面存档备份，存于）
- （繁體中文） 雅虎香港電影上《凶宅兒魂》的資料（繁體中文）
- （英文） 互联网电影数据库（IMDb）上《靈異孤兒院》的资料（英文）
- （英文） 西班牙語官方網站（页面存档备份，存于）
- （英文） 爛番茄上《凶宅兒魂》的資料（英文）
- （英文） 《凶宅兒魂（页面存档备份，存于）》在Metacritic網站上的頁面
- 豆瓣电影上《孤堡惊情》的資料 （简体中文）